# Киверичи (сельское поселение)
Се́льское поселе́ние Киверичи (карел. Kiviruučan kyläkunda) — упразднённое муниципальное образование в Рамешковском районе Тверской области Российской Федерации.
Административный центр — село Киверичи.
Законом Тверской области от 5 апреля 2021 года № 18-ЗО к 17 апреля 2021 года было упразднено в связи с преобразованием Рамешковского муниципального района в муниципальный округ.

## Географические данные
- Общая площадь: 298,6 км²
- Нахождение: северо-восточная часть Рамешковского района
  - Граничило:
    - на севере — с Бежецким районом, Житищенское СП
    - на северо-востоке — с Кашинским районом, Славковское СП и Верхнетроицкое СП
    - на юго-востоке — с Кимрским районом, Быковское СП
    - на юге — с СП Ильгощи
    - на западе — с СП Алёшино

Граница с Кимрским районом проходила по реке Медведицу, граница с Кашинским районом — по её притоку реке Дрезне. Пересекал поселение приток Дрезны река Городня.

## История
В XIII—XIV вв. территория поселения входила в Каменский стан Бежецкого Верха Новгородской земли.
В 1397 году окончательно присоединена к Москве.
- После реформ Петра I территория поселения входила:
  - в 1708—1727 гг. в Санкт-Петербургскую (Ингерманляндскую 1708—1710 гг.) губернию, Углицкую провинцию,
  - в 1727—1775 гг. в Московскую губернию, Углицкую провинцию,
    - в 1766 г. Бежецкий Верх переименован в Бежецкий уезд,

  - в 1775—1796 гг. в Тверское наместничество, Бежецкий уезд,
  - в 1796—1929 гг. в Тверскую губернию, Бежецкий уезд,
  - в 1929—1935 гг. в Московскую область, Бежецкий район,
  - в 1935—1956 гг. в Калининскую область, Теблешский район,
  - в 1956—1963 гг. в Калининскую область, Горицкий район,
  - в 1963—1990 гг. в Калининскую область, Рамешковский район,
  - с 1990 в Тверскую область, Рамешковский район.

В XIX — начале XX века все деревни поселения относились к Ивановской волости Бежецкого уезда. В 1950-е годы на территории поселения существовали Городенский, Некрасовский, Ивановский и Киверичский сельсоветы, позднее остались два последних, которые в 1994 году преобразованы в соответствующие сельские округа.
С 1935 по 1956 год в Калининской области был Теблешский район. Первоначально райцентр планировался в селе Теблеши (ныне в Бежецком районе), но там оказалось мало помещений для районных организаций, и райцентром стало село Киверичи. Район включал территорию южной части современного Бежецкого района (Моркины Горы, Житищи, Теблеши) и восточную часть Рамешковского района (Киверичи, Ивановское, Ильгощи).
Образовано в 2005 году, включило в себя территории Киверичского и Ивановского сельских округов.

## Население
| 2008  | 2010  | 2011  | 2012  | 2013  | 2014  | 2015  |
| ----- | ----- | ----- | ----- | ----- | ----- | ----- |
| 1228  | ↘1077 | ↘1068 | ↘1052 | ↗1073 | ↘1068 | ↘1041 |
| 2016  | 2017  | 2018  | 2019  | 2020  | 2021  |       |
| ↘1009 | ↘999  | ↗1019 | ↘971  | ↗973  | ↗996  |       |

По переписи 2002 года — 1426 человек (537 в Ивановском и 889 в Киверичском сельском округе). Национальный состав: русские и тверские карелы.

## Состав сельского поселения
| №  | Населённый пункт | Тип населённого пункта       | Население |
| -- | ---------------- | ---------------------------- | --------- |
| 1  | Акулово          | деревня                      | →0        |
| 2  | Андреевское      | село                         | ↘72       |
| 3  | Бахарево         | деревня                      | ↘17       |
| 4  | Беляево          | деревня                      | ↘10       |
| 5  | Берковщина       | деревня                      | →0        |
| 6  | Богатырёво       | деревня                      | ↘5        |
| 7  | Большуха         | деревня                      | →0        |
| 8  | Воротнево        | деревня                      | →0        |
| 9  | Горка            | деревня                      | →5        |
| 10 | Горка Ленина     | деревня                      | ↗9        |
| 11 | Горка Урицкого   | деревня                      | →0        |
| 12 | Городня          | деревня                      | ↘65       |
| 13 | Григорово        | деревня                      | ↘0        |
| 14 | Дуброво          | деревня                      | ↘1        |
| 15 | Дудинец          | деревня                      | →0        |
| 16 | Емельяниха       | деревня                      | ↘1        |
| 17 | Ефремово         | деревня                      | ↗1        |
| 18 | Желниха          | деревня                      | ↘1        |
| 19 | Знаменка         | деревня                      | ↘6        |
| 20 | Ивановское       | село                         | ↘81       |
| 21 | Ивишино          | деревня                      | →0        |
| 22 | Иевлево          | деревня                      | ↘1        |
| 23 | Ильинка          | деревня                      | ↘9        |
| 24 | Киверичи         | село, административный центр | ↘590      |
| 25 | Корино           | деревня                      | ↘1        |
| 26 | Красненькое      | деревня                      | ↗5        |
| 27 | Крутец           | деревня                      | ↘10       |
| 28 | Кукино           | деревня                      | ↘0        |
| 29 | Куликово         | деревня                      | ↗6        |
| 30 | Манушкино        | деревня                      | ↘7        |
| 31 | Марьино          | деревня                      | ↗18       |
| 32 | Матвейково       | деревня                      | ↘1        |
| 33 | Морозовка        | деревня                      | ↗7        |
| 34 | Некрасово        | деревня                      | ↗35       |
| 35 | Немерово         | деревня                      | ↘34       |
| 36 | Новое            | деревня                      | ↘27       |
| 37 | Пенье            | деревня                      | ↘0        |
| 38 | Перемилово       | деревня                      | →0        |
| 39 | Петроково        | деревня                      | ↘1        |
| 40 | Плешково         | деревня                      | →0        |
| 41 | Поплевино        | деревня                      | ↘9        |
| 42 | Поречье          | деревня                      | ↘5        |
| 43 | Сивцево          | деревня                      | ↘1        |
| 44 | Старово          | деревня                      | ↘0        |
| 45 | Троица           | деревня                      | ↘0        |
| 46 | Ченцы            | деревня                      | →0        |
| 47 | Чернеево         | деревня                      | ↘7        |
| 48 | Чернышёво        | деревня                      | →15       |
| 49 | Чехово           | деревня                      | →0        |

### Упразднённые населённые пункты
На территории поселения исчезли деревни: Анкудиниха, Волково, Дрезна (бывший погост Козьмы-Демьяна), Дятлово, Михалево; хутора Желтиково, Новоникольское и другие.
Деревни Бродково и Владимирское присоединены к селу Киверичи.
Деревня Серино переименована в Чехово, деревня Носилово в Некрасово.